# Freyella pennata
Freyella pennata är en sjöstjärneart som beskrevs av Percy Sladen 1889. Freyella pennata ingår i släktet Freyella och familjen Freyellidae. Inga underarter finns listade i Catalogue of Life.